# Bataille de Mount Elba
Guerre de Sécession
Batailles
- Mount Elba
- Elkin's Ferry
- Prairie d'Ane
- Poison Spring
- Marks' Mills
- Jenkins' Ferry

La bataille de Mount Elba (30 mars 1864) a été livrée dans l'actuel comté de Cleveland, en Arkansas, dans le cadre de l'expédition de Camden, au cours de la guerre de Sécession.

## Contexte
La ville de Mount Elba, située sur la rivière Saline dans l'actuel comté de Cleveland, en Arkansas, a été créé dans les années 1830 et est devenu un centre commercial prospère du sud de l'Arkansas. Avec la construction de la route de Pine Bluff, dans le comté de Jefferson, jusqu'à Camden, dans le comté de Ouachita dans les années 1830, et la mise en place d'un ferry à proximité par Simeon Goodwin en 1845, un centre de commerce a commencé à se développer. Dans les années 1850, une loge maçonnique à deux étages et un collège maçonnique féminine sont créés. Les entreprises de la ville comprennent la traversée en ferry, un bureau de poste, deux magasins, trois médecins, une école et un forgeron. La plus grande entreprise, qui employait cinq travailleurs, est une scierie à vapeur à proximité qui produit environ 600 000 pieds-planches de bois par an. Une digue construite par des esclaves, s'étend de la traversée en ferry jusqu'au sud pour protéger la ville et des plantations locales contre les inondations de la rivière Saline. Plus en aval de la rivière, près de la ville, il y a un gué qui peut être utilisé durant la période de basses eaux. La ville est située entre la route de Pine Bluff vers Princeton et de la route de Pine Bluff vers Warren.
Le village de Longview (également orthographié Long View) qui a été créé autour de 1840, à soixante-neuf kilomètres (quarante-trois miles) au sud-est du Mount Elba dans le comté de Bradley, est aussi un port sur la rivière Salines. Longview est aussi un important centre de transport pour les comtés des deux côtés de la rivière, y compris les comtés d'Ashley, de Drew, et de Bradley. Les réseaux routiers locaux apportent des voyageurs depuis et vers le port. Sur la rive est de la rivière, une branche de la « Louisiane Trace » conduit à travers Fountain Hill jusqu'à la route de Louisiane de Pine Bluff et de Monroe. Une route du nord au sud passant par Longview relie Monticello, Fountain Hill et le débarcadère de Marie Saline sur la rivière Ouachita. Une route de la ville portuaire sur le fleuve Mississippi, Colombia, dans le comté de Chicot, passe par Longview sur son chemin vers Camden, et sert comme une route à l'ouest vers le Texas. Avec le début de la guerre de Sécession, le port et le ferry à Longview prennent encore plus d'importance en raison de la nécessité de déplacer des troupes de l'ouest vers le grand théâtre oriental des opérations . D'ici à l'été 1864, les confédérés ont construit un pont flottant à travers la rivière pour fournir des traversées plus rapides et plus fiables de la rive orientale de l'Arkansas vers Camden et les régions occidentales de l'Arkansas et du Texas.
Après la capture de Little Rock le 10 septembre 1863 par l'armée fédérale, commandée par le major général Frederick Steele, l'armée confédérée commandée par le major général Sterling Price recule à Arkadelphia, puis à Camden où elle installe ses quartiers d'hiver. L'expédition de Camden est lancée en coopération avec la campagne de la rivière Rouge de 1864. Les planificateurs des États-Unis prévoient que deux armées fédérales convergent simultanément, une force sous le commandement du général Nathaniel Banks poussant vers le nord en amont de la rivière Rouge commençant à Alexandria, en Louisiane, et l'autre armée fédérale, sous le commandement du général Frederick Steele se dirigeant vers le sud-ouest de Little Rock, en Arkansas. L'objectif était de pousser l'armée rebelle du général E. Kirby Smith en arrière sur le bastion rebelle à Shreveport et la vaincre. En cas de succès, une deuxième phase, un peu vague, envisage que les deux armées fédérale se combinent en une grande force et poursuivent leur offensive à l'ouest au Texas.

## Prélude
Le 23 mars 1864, le major général Frédéric Steele marche avec  une force combinée de 8 500 hommes d'infanterie, d'artillerie et de cavalerie à partir de l'arsenal de Little Rock. À peu près au même moment, l'armée du major général Nathaniel Banks part de la Nouvelle-Orléans en collaboration avec l'expédition navale du contre-amiral David Porter. Steele et Banks doivent bousculer l'ennemi sur leurs fronts respectifs, puis combiner les forces pour capturer Shreveport. Steele installera une garnison dans cette ville, tandis que Banks partira en avant dans le nord-est du Texas.
Pour le général Steele, qui, le 27 mars campe à 32 kilomètres (20 miles) d'Arkadelphia, les troupes confédérées à Monticello, sont une menace pour ses arrières. Déclarant au major général W. T. Sherman, il écrit : « Il est officiellement déclaré qu'une grande force de l'ennemi est en train de fortifier Monticello. Plus de la moitié de ma cavalerie est démontée, et la plupart des autres sont très mal montés. Les chevaux de l'artillerie et des transports sont dans le même état... Nous avons eu à transporter la plupart de notre fourrage sur 50 ou 60 kilomètres par mois (30 ou 40 miles) par mois ».
Le 24, le colonel Powell Clayton, le commandant du poste à Pine Bluff reçoit des instructions écrites du général Steele. Ses ordres précisent qu'il doit rester à Pine Bluff pour garder les arrières de l'armée de l'Union et observer l'ennemi dans la direction de Monticello et de Camden et s'il les trouve en train de retraiter, de les presser avec toute sa force. Obéissant à ces ordres, le colonel Clayton choisit les lieutenants Greathouse et Young du 5th Kansas cavalry. Les deux lieutenants ont 40 hommes triés sur le volet et bien montés, et ordre de pénétrer les lignes extérieure de l'ennemi, reposant sur les flancs de ses camps jusqu'à ce qu'ils puissent obtenir une information précise l'avancée de l'ennemi. Le soir du 26, les lieutenants Greathouse et Young reviennent et donnent leur opinion selon laquelle la force de Dockery s'apprête à quitter Monticello. L'expédition vers Mount Elba commence le 27 mars 1864, lorsque les forces de l'Union du colonel Clayton Powell quittent leur poste de Pine Bluff avec la mission d'attaquer les forces confédérées, commandée par le brigadier général Thomas P. Dockery, qui campent à Monticello.

## Forces en présence

### Union
La force du colonel Clayton se compose de sept officiers et 230 soldats du 18th Illinois Infantry, un détachement de cinq officiers et 260 hommes du 28th Wisconsin Infantry, et de 600 hommes, quatre obusiers de montagne et deux canons rayés en acier du 1st Indiana, 5th Kansas et le 7th Missouri Cavalry (US). L'infanterie de l'expédition est commandée par le lieutenant-colonel Samuel Marks du 18th Illinois et la cavalerie est sous le commandement du lieutenant-colonel Wilton Jenkins du 5th Kansas Cavalry. En plus des hommes et des canons, la force de Clayton transporte également huit pontons, montés sur des roues de chariot, avec eux afin de passer les cours d'eau ainsi qu'un petit train de wagon de fournitures.

### Confédéré
Les forces du général Dockery se comprend sa propre brigade composée des restes de plusieurs régiments qui ont été libérés sur parole et déclarés échangés à la suite des défaites confédérées de Vicksburg et Port Hudson, en juillet 1863, et des éléments de la brigade de cavalerie de l'Arkansas du colonel Crawford, y compris son propre 1st Arkansas Cavalry, le 12th Arkansas Cavalry de Wright (en), le 2nd Arkansas Cavalry de Slemon (en), les bataillons de cavalerie de McMurtrey et le bataillon de Poe du 11th Arkansas Mounted Infantry (en). Il semble que des éléments bataillon de cavalerie du Missouri de Woods, qui est affecté en tant qu'escorte personnelle du major général Sterling Price sont impliqués dans le commandement de Dockery.

## Bataille

### Mouvements initiaux
Le 27 mars 1864, le colonel Clayton, qui commande le 5th Kansas Cavalry à Pine Bluff, rend compte au brigadier général de l'Union Kimball de ses plans pour lancer une attaque à Mount Elba, une communauté de Saline, actuellement le comté de Cleveland, et « à quel point, je vais jeter un pont temporaire à travers la Saline, et de laisser mon infanterie et une partie de mon artillerie de tenir celui-ci et agir en tant que réserve. Je vais traverser avec ma cavalerie, faire une feinte en direction de Camden, et bouger rapidement vers l'aval de la Saline en passant de Warren jusqu'à Long View, où l'ennemi ont un pont flottant sur lequel il traverse pour communiquer entre Camden et Monticello. Je pense qu'ils ont certains dépôts militaires également à cet endroit. En détruisant ce pont, je vais couper leurs communications et serai en mesure d'attaquer tous les petits groupes qui peuvent être entre la Saline et la Washita (sic) ».
L'infanterie et le train se déplacent hors de la poste à Pine Bluff au coucher du soleil le 27 avec 100 cavaliers commandés par les lieutenants Greathouse et Young en direction de Monticello. Le reste de la cavalerie part à l'aube le lendemain matin.
Clayton part d'abord vers Monticello, puis vers Mount Elba. En arrivant à Mount Elba dans le comté de Cleveland à environ 16 heures, le 28 mars, les troupes de l'Union tuent un défenseur confédéré et en capturent quatre. Ils commencent ensuite à assembler leurs pontons sur roues et terminent le pont à travers la rivière à minuit.
Les troupes confédérées à Mount Elba reviennent de Gaines Landing sur le fleuve Mississippi près d'Eudora où ils ont ramassé du ravitaillement devant être ramené au commandement confédéré à Camden. Avec l'attaque sur le Mount Elba, beaucoup de ces soldats se retirent dans la région de Longview.
Les lieutenants Greathouse et Young retournent au cours de la nuit et rendent compte qu'ils ont repoussé les piquets de l'ennemi à Branchville la nuit d'avant. À l'aube du 29, le colonel Clayton laisse toutes les unités d'infanterie, trois pièces d'artillerie et un escadron de cavalerie avec le train à Mount Elba sous le commandement du lieutenant-colonel Marks avec des instructions pour tenir le pont et observer l'ennemi en direction de Monticello. Il part ensuite à treize kilomètres (huit miles) avec le reste de son commandement au-delà la Saline en direction de Camden à la proximité de Marks' Mill.
Le colonel Clayton fait de cette croisée des routes la base de ses opérations et donne des instructions aux lieutenants Greathouse et Young avec 50 hommes sélectionnés et bien montés chacun, pour un total de 100 hommes, de se déplacer rapidement sur le chemin de Warren à Longview pour détruire le pont flottant. Afin de couvrir le raid sur Longview, le colonel Clayton envoie une brigade de cavalerie le long de la route de Camden, les deux routes de Princeton et de chaque côté de la rivière Saline avec des instructions de faire croire que l'ensemble du commandement avance sur chacune de ces routes. Ces escadrons de cavalerie parcourent 16  à   32 km (10  à   20 miles) et reviennent le même jour. Le capitaine Pierce capturent six prisonniers sur la route jusqu'aux rives sud de la rivière Saline. Le capitaine Young a une escarmouche avec une escouade de cavalerie confédérée sur la route de Princeton, capturant dix prisonniers et rendant compte que le général confédéré Joseph Shelby est à Princeton.

### Escarmouche à Longview
À la lumière du jour le matin du 29 mars, les troupes de l'Union quittent leur campement à Mount Elba et partent rapidement vers Camden à proximité de Mark's Mills. À partir de là, Clayton envoie les lieutenants Frank M. Greathouse du 1st Indiana Cavalry et de Grover Young du th Kansas Cavalry avec 50 hommes choisis dans chaque unité, pour un total de 100 soldats, « pour se déplacer avec une rapidité extrême, par le chemin de Warren à Long View, de détruire le pont flottant, les trains de l'ennemi, etc ».
Les cavaliers de l'Union se déplacent rapidement, arrivant sur la rive ouest de la rivière à Longview juste après le coucher du soleil. Un certain nombre de soldats confédérés campent sur le côté ouest de la rivière.
Apparemment les piquets confédérés ne parviennent pas à répondre à la présence du raid de l'Union parce qu'ils croient que les soldats de l'Union font partie de la cavalerie de Wright qui a récemment passé à travers la région et qu'ils reviennent pour une raison quelconque. Il était souvent difficile de distinguer les soldats de l'Union des confédérés au cours de cette période de la guerre. Certains confédérés dans l'Arkansas portent des vêtements fabriqués dans des dépôts confédérés à partir de tissu de l'armée anglaise. Les confédérés ont reçu un stock de tissu britannique à travers le blocus de l'Union en provenance des dépôts confédérés du Texas, et le ravitaillement en uniformes fabriqués à partir de ce tissu a été envoyé en Arkansas. Les vestes fabriquées à partir de ce matériau sont difficiles à distinguer des vestes de l'infanterie et du service monté fédéraux. Pour ajouter à la confusion, certaines unités confédérées, comme la brigade de cavalerie du Missouri du général confédéré Joe Shelby sont connues pour s'habiller avec les uniformes pris à l'Union. Les confédérés sur le côté ouest de la rivière estiment apparemment que les cavaliers de l'Union sont des camarades confédérés et ne tentent pas de leur résister. Le rapport écrit que les deux lieutenants expliquent que, «  quand nous sommes arrivés à la fourche des routes de Long View et de Camden, qui est près de trois kilomètres (deux miles) de Long View, nous avons fait quatre prisonniers, et appris qu'un train de neuf wagons et 25 hommes étaient passés un peu de temps avant de nous. Nous avons envoyé un groupe après eux, brûlé les wagons, et capturé les hommes. Nous avons appris d'eux qu'un grand train était parti de Monticello ce jour-là. Nous sommes partis sur lui, et avons atteint leur camp juste à la tombée de la nuit. Nous avons chargé dans leur camp, les avons encerclés, et exigé leur reddition, et ordonné de se mettre en ligne. Nous sommes tombés sur eux d'une manière inattendue, et comme ils étaient dans une telle confusion, ils ont obéi immédiatement. Il y avait 250 hommes, 7 ou 8 officiers. Nous avons détruit leur pont, jeté environ 175 ou 200 râteliers d'armes dans la rivière, brûlé 30 wagons, qui étaient chargés de bagages et de train d'équipage, et aussi de munitions ; pris quelque 300 chevaux et mulets. Ensuite, nous avons fait monter nos prisonniers, et sommes retournés vers notre commandant le plus digne tous O. K. ».
De nombreux récits de l'escarmouche à Longview semblent suggérer que la plupart des confédérés étaient engagés dans le déchargement d'un bateau à vapeur de maïs avec un train de ravitaillement et de bagages qui allait à Camden. Le bateau à vapeur n'a pas été capturé car une fois que ce qui se passait est devenu clair à l'équipage, il a largué les amarres et permis au bateau de dériver en aval pour être dissimulé dans les joncs.
Les troupes de l'Union coupent le pont flottant et détruisent un train d'approvisionnement confédéré qu'elles trouvent sur la rive ouest de la rivière, et à 9 h 30 le lendemain matin, retournent au camp de l'Union à Mount Elba.

### Bataille de Mount Elba
Tandis que le reste de la brigade de Dockery reste dans le camp à Monticello, le régiment du colonel John C. Wright est en service en avant-poste entre Pine Bluff et Monticello. Ici, le colonel Wright reçoit les ordres du général Dockery de se déplacer en direction de Pine Bluff et de déterminer si l'ennemi est parti ou s'y prépare. Lorsqu'il arrive à quelques kilomètres de Pine Bluff, le colonel Wright apprend que l'ennemi est parti la veille vers le sud, en direction du Mount Elba, le colonel Wright le prend immédiatement en chasse et, au coucher du soleil, rattrape l'ennemi qui campe dans la ville de Mount Elba. À cette époque, sa présence n'est pas connue. Laissant un piquet important sur les arrières de l'ennemi, il se déplace de huit kilomètres (cinq miles) à l'est de l'autre côté du Big Creek et entre dans le camp. Auparavant, il a envoyé un courrier au général Dockery à Monticello, l'informant de la situation et demandant des renforts.
En quelques heures, un courrier du général Dockery arrive avec un ordre déclarant, « le général commandant est surpris d'apprendre de vos allées et venues ; supposant des ordres qui vous ont été donnés, vous devriez être à proximité de Pine Bluff. Vous ferez un rapport une fois en face de ces quartiers ». La réponse du colonel Wright à ceci est, « si j'obéis à cet ordre, il n'y aura pas plus qu'un seul piquet entre vous et l'ennemi. Je suis sûr que le général commandant ne comprend pas cette situation, donc je refuse d'obéir en l'attente d'autres ordres ». Cette réponse est envoyée à la hâte et à l'aube du 30, le général Dockery avec sa brigade est dans le camp du colonel Wright.
Pendant qu'elle est en route pour attaquer la force de l'Union à Mount Elba, le colonel Wright informe le général Dockery qu'il a des hommes dans son commandement qui connaissent le pays, qui sont allés avant le lever du soleil derrière les piquets fédéraux et ont capturé sans tirer un coup de feu, de sorte que lorsque l'ensemble du commandement était à quelques centaines de mètres du camp de l'Union, leur présence étant insoupçonnée.
Une charge alors les aurait pris par surprise, et les résultats auraient été quasi certainement la capture de tous au nord de la rivière. Mais, le général Dockery ne l'autorise pas et retarde de deux heures pour mettre ses régiments en position. Pendant ce temps, leur présence est découverte par le capitaine Barnes avec une escouade de cavalerie qui a été envoyée sur la route vers Monticello pour observer l'ennemi.
À environ 2 heures du matin, le matin du 30, craignant que le lieutenant-colonel Marks n'ait pas suffisamment de la cavalerie pour observer l'ennemi dans la direction de Monticello, le colonel Clayton envoie le capitaine Barnes avec une escouade de cavalerie de lui faire son rapport avec des ordres pour se déplacer à la lumière du jour dans cette direction. À environ 8 heures 30 du matin, le colonel Clayton reçoit un rapport selon lequel le capitaine Barnes a rencontré l'ennemi sur la rive opposée de la rivière et a été engagé. Le colonel Clayton envoie immédiatement le lieutenant-colonel Jenkins avec le 5th Kansas Cavalery porter assistance au lieutenant-colonel Marks, qui tient le pont à Mount Elba.
À 9 heures 30 du matin, les lieutenants Greathouse et Young reviennent et signalent la destruction du pont à Long View, l'incendie d'un train chargé de 35 wagons, la capture d'un grand nombre d'armes et de munitions, et rapportent avec eux environ 260 prisonniers, près de 300 chevaux et mules et un grand nombre de produits de contrebandes.
Lorsque le capitaine Barnes rend compte au lieutenant-colonel Marks tôt dans la matinée du 30, il l'envoie sur la route vers Monticello avec des instructions pour reconnaître de la route sur une certaine distance et rendre compte à la nuit. À 7 heures 30 du matin, le capitaine Barnes revient et déclare qu'il a rencontré un corps de cavalerie ennemi de 100 hommes marchant dans la direction du Mount Elba.
Le colonel Marks prépare immédiatement leur défense. Une barricade est formée avec des rails et de rondins de cabanes de Noirs et les compagnies A, F, G, H et I du 20th Wisconsin sont positionnées en avant comme des tirailleurs pour engager l'ennemi et observer ses mouvements. Là l'escarmouche se poursuit pendant approximativement deux heures. À 9 heures 30, les tirailleurs fédéraux sont obligés de retraiter dans leur camp, suivis de près par les confédérés qui font une attaque fougueuse. À peu près à l'instant où les tirailleurs fédéraux sont repoussés, le lieutenant-colonel Jenkins du 5th Kansas Cavalry arrive au Ferry et assume le commandement du camp.
Faisant mettre pied à terre à ses hommes et laissant les chevaux sous le promontoire sur la rivière du camp, le colonel Jenkins envoie ses hommes à l'avant et lance la ligne de tirailleurs pour tenir l'ennemi en échec aussi longtemps que possible, leur permettant d'améliorer les barricades construit à la hâte avec des rails dispersés autour et dans les clôtures à proximité. Cela est fait sous un feu nourri de l'ennemi qui semble maintenant dans une telle force que les tirailleurs du colonel Jenkins doivent revenir vers le commandement principal.
La ligne de bataille de l'Union est formée avec le flanc droit tenu par le 80th Illinois Infantry, la gauche par le 28th Wisconsin et deux compagnies du 5th Kansas Cavalry et le centre par trois obusiers soutenus par la cavalerie démontée. Les confédérés s'attendent évidemment à une victoire facile, maintenant un mouvement constant vers l'avant sous le couvert des bois et maintenant un feu continu sur toute la ligne. Jusqu'à ce moment, seulement deux ou trois obus ont été tirés avec l'artillerie bien que les tirs d'armes légères sont violents pendant un certain temps. Les confédérés avancent maintenant avec des acclamations et peuvent être clairement vus à travers les bois dans leur front. Le colonel Jenkins ordonne aux obusiers de tirer le plus rapidement possible. Après 30 minutes de durs combats, il devient évident que la gravité des tirs de l'Union oblige les confédérés à reculer, en grande hâte et la confusion. Voyant cela, le colonel Jenkins fait de nouveau avancer ses tirailleurs et avance son flanc gauche de 275  à   365 mètres (300 ou 400 yards). Ici, ils trouvent un certain nombre de confédérés morts et blessés ainsi que de nombreuses armes qui ont été laissées au cours de leur retraite précipitée. Le colonel Jenkins fait maintenant amener les chevaux à travers la rivière et les commandants Walker et Scudder du 5th Kansas Cavalry avec 100 hommes et un obusier sont envoyés à la poursuite des confédérés en retraite, avec ordre de les harceler autant que possible. Le lieutenant-colonel Jenkins vient d'émettre ses ordres pour récupérer les morts, amener les blessés dans la maison et collecter les armes lorsque le colonel Clayton arrive, le relevant du commandement.
Lorsque le son des tirs d'artillerie est entendu dans la direction de Mount Elba et après qu'un courrier du colonel Jenkins signale qu'un engagement y a lieu, le colonel Clayton, qui est encore à son camp à Mark's Mill, marche immédiatement pour porter assistance au colonel Jenkins. Quand il arrive au carrefour, il constate que l'ennemi a été repoussé et a reculé sur plus d'un kilomètre six cents (un mile), suivi par les commandants Walker et Scudder avec le 5th Kansas Cavalry. Il se joint immédiatement à la poursuite avec toute la cavalerie disponible, et charge le colonel Marks de suivre avec l'infanterie. Après environ un kilomètre six cents (un mile), il trouve l'ennemi posté dans un épais bois avec un terrain clos et un verger de pêchers entre sa position. Il fait renverser la barrière et ordonne la charge.
Lorsque l'artillerie ouvre le feu, la cavalerie de l'Union charge à travers le champ à découvert vers le bois. là, les confédérés cèdent dans la plus grande confusion et à partir de ce moment, leur retraite est une déroute complète. La route et le bois sont parsemés de couvertures, de sacs de selle et de fusils. Les prisonniers sont amenés et envoyés à l'arrière. La poursuite est maintenue jusqu'à ce que la cavalerie de l'Union atteigne un point situé à environ huit kilomètres (cinq miles) de Mount Elba où la route traverse le Big Creek. Là, l'arrière-garde confédérée sous le commandement du colonel Wright réussit à déchirer à environ 6 mètres (20 pieds) du pont, emportant les planches. La rivière ne peut pas être traversée à gué, par conséquent, la poursuite est soudainement et efficacement stoppée. Au moment où les forces de l'Union sont prêtes à se déplacer à nouveau, il est 17 heures et au moment où elles atteignent Centerville, un point situé à environ 19 kilomètres  (12 miles) de Mount Elba, c'est la nuit.
À cette époque, la plus grande partie de la cavalerie qui a fait l'expédition sur Longview est très fatiguée et incapable d'aller plus loin. L'infanterie avec les prisonniers et les trains sont toujours quelque part derrière. En voyant cela et le fait que l'ennemi a obtenu quatre heures d'avance par l'obstruction du pont et l'encombrement des prisonniers qui serait difficiles à garder pendant une marche de nuit, le colonel Clayton décide que poursuivre l'ennemi plus en avant est une taxe inutile sur l'énergie et l'endurance de son commandement. Il se rend donc au camp et le lendemain, marche sur les 45 kilomètres (28 miles) de retour à Pine Bluff.

## Conséquences
La bataille de Mount Elba a duré deux heures et demie. Pour les forces de l'Union, l'expédition est un brillant succès. Pendant trois jours, ils sont entrés profondément en territoire ennemi, où ils ont combattu et vaincu des forces plus du double de leur nombre. Par une habile manœuvre, 100 hommes sélectionnés de cette petite force réussissent à passer derrière l'armée confédérée, à capturer et détruire son train de 35 wagons chargés avec une grande valeur contenant le coffre-fort des quartiers-maîtres avec  860 000 $ (monnaie confédérée), détruire leur pont flottant au-dessus de la rivière Saline, à capturer et emmener à Mount Elba 260 prisonniers, 300 chevaux et de mulets et un grand nombre de contrebandes. Les pertes de l'Union tout au long de l'expédition s'élèvent seulement à deux tués et huit disparus. Les forces confédérées à Mount Elba se composent des régiments de Crawford, de Crockett et de Wright ou environ 1 200 hommes commandés par le général Dockery en personne. Leur défaite est parfaite et complète avec des pertes en tués, blessés et disparus, en plus des 260 capturés à Long View, de plus de 160 hommes. Le général Dockery, en ne prenant pas avantage de l'information que lui a envoyé dans la nuit du 29 mars 1864 le colonel John Wright et en retardant de deux heures la mise en place de sa brigade, laisse passer sa chance de capturer la plus grande partie des forces de l'Union à Mount Elba.
Le major général Sterling Price, le commandant de la place du district confédéré de l'Arkansas, écrit au brigadier général W. R. Boggs, chef d'état-major du département du Trans-Mississippi, que le général Dockery, qui a son quartier général à Monticello, commandant le 12th Arkansas Battalion Sharpshooters, le 18th Arkansas, le 19th Arkansas et le 20th Arkansas, qui a reçu l'ordre de harceler les flancs arrières des mouvements de troupes de l'Union et d'attaquer les trains de ravitaillement de l'Union. « Malheureusement », il rend compte, « avant que brigadier général Dockery puisse exécuter cet ordre, il est attaqué le 29 mars à Mount Elba par une partie de l'ennemi venant de Pine Bluff et mis complètement en déroute. Ils ont dans le même temps, capturé à Long View l'ensemble de son train (vingt-six wagons) et environ 200 prisonniers ».
Le succès de Powell à Longview et Mount Elba sont les rares rayons de soleil pour les forces de l'Union en Arkansas en ce printemps et la presse de l'Union de prodigue des éloges sur Powell et ses hommes.
« Le colonel Clayton, commandant l'expédition de Pine Bluff, a détruit le pont flottant  à Longview - brûlé un train de trente-cinq wagons chargés avec l'équipement de camp et de garnison, des munitions, des magasins de quartier-maître, etc., et a capturé plus de trois cents prisonniers.....Il a engagé la division (du général Thomas) Dockery, d'environ 1 200 hommes, de Monticello, dans la matinée du 30 du mois dernier, a mis en déroute et poursuivi sur dix miles (seize kilomètres), avec une perte de son côté de plus d'une centaine de tués et de blessés - capturant une grande quantité d'armes légères et de deux rangées de couleurs. Nos pertes n'ont pas dépassé une quinzaine de tués, blessés et disparus.
Le colonel Clayton par cette expédition a ajouté des lauriers frais sur son front. Il est digne de tout honneur, et qui mérite la plus haute récompense des mains du gouvernement. Il a été dans tous les cas brillant et sera promu au grade de brigadier général pour service valeureux à la cause de l'Union. Il mérite justement cet honneur ».
Le rapport de Clayton à ses supérieurs salue hautement les deux lieutenants à qui il a ordonné le raid qui a abouti à l'escarmouche à Longview. Il dit, « Le raid de Long View reflète les plus grands crédits aux lieutenants Greathouse et Young, et pour l'éclat et le succès est presque sans parallèle. Une centaine d'hommes (50 du 1st Indiana et 50 du 5th Kansas Cavalry) ont marché sur 40 miles en territoire ennemi, capturé et détruit un train de 35 wagons chargés de magasins de grande valeur (leur coffre du quartier-maître contenant plus de 60 000 $), détruit leur pont flottant au-dessus de la rivière Saline, capturé et emmené à Mount Elba 260 prisonniers, près de 300 chevaux et des mules, et un grand nombre de contrebandes, le tout, comprenant la marche de 80 miles (129 kilomètres) vers Long View et le retour, dans le surprenant court espace de vingt-quatre heures. Nos pertes tout au long de l'expédition ont été deux personnes tuées et huit disparus. La conduite des officiers et des hommes tout au long a été la plus courageuse et énergique, et digne de la plus haute mention ».
Même si le raid de Powell sur Longview est un succès, il est suivi par une série de défaites de l'Union et finalement l'échec de l'expédition de Camden de Steele et de l'ensemble de la campagne de la Red River. Au moment où Steele arrive à Little Rock, après 40 jours au cours desquels l'expédition a parcouru 440 kilomètres (275 miles), il a perdu 635 des 800 wagons et 2 500 chevaux et mules, sans compter au moins 150 wagons et de plusieurs centaines de chevaux et mulets perdus lors de la bataille de la Marks' Mill. Alors que des données complètes ne sont pas disponibles, les troupes de l'Union perdent 1 775 tués, blessés ou disparus, sans compter les pertes à Poison Spring, Jenkins Ferry, ou les pertes subies par les différentes troupes de cavalerie pendant la campagne.